# Ulnairabductie
Ulnairabductie is de beweging van de pols of vinger in de richting van de ellepijp (ulna). Omdat anatomisch gezien, wanneer de armen langs het lichaam gehouden worden, de ulna aan mediale zijde van het lichaam is gelegen, wordt de betreffende beweging in de pols soms ook wel adductie genoemd. Er wordt echter met nadruk onderscheid gemaakt tussen ulnair- en radiaalabductie, dat anatomisch gezien meer abductie betreft.
In het polsgewricht van de mens is gemiddeld 30° ulnaire abductie mogelijk. De belangrijkste spieren verantwoordelijk voor ulnairabductie zijn de musculus extensor carpi ulnaris, de musculus flexor carpi ulnaris en de musculus extensor digiti minimi.